# 1868
Il 1868 (MDCCCLXVIII in numeri romani) è un anno bisestile del XIX secolo.

## Eventi
- Il cancelliere tedesco Bismarck chiede all'Inghilterra di proteggere i missionari dell'Africa sudoccidentale. Il governatore del Capo, Sir Philip Wodehouse risponde all'appello del Regno di Prussia  e, aiutato dalla missione del dottor Hahn, attacca il popolo dei nama che resiste finché può, ma alla fine viene quasi completamente sterminato.
- La Pia Casa di Lavoro di Montedomini a Firenze venne riconosciuta come Opera Pia, dipendente dal comune di Firenze.
- Restaurazione Meiji in Giappone.
- 23 marzo – California: Fondazione dell'università di Berkeley.
- 22 aprile - Matrimonio del futuro Umberto I con Margherita di Savoia.
- 26 aprile – Rivolta de Su Connottu a Nuoro contro il cosiddetto editto delle chiudende
- 2 maggio – Papa Pio IX, con il breve pontificio "Dum filii Belial", approva lo statuto della Società della gioventù cattolica italiana, quella che poi diventerà l'Azione Cattolica Italiana.
- 15 giugno – Entra in esercizio la Ferrovia del Moncenisio, collegamento che da Torino permette di raggiungere Parigi in un solo giorno.
- 13 agosto – Un terremoto distrugge la città di Arica, in Perù (oggi in Cile).
- 20 agosto – Ad Abergele, nel nord del Galles, si verifica la più grave sciagura ferroviaria mai avvenuta prima di allora in Gran Bretagna, sciagura che provoca la morte di 33 persone.
- 19-28 settembre – Rivoluzione spagnola del 1868.
- 23 settembre – In Porto Rico ha luogo la prima sommossa per l'indipendenza, conosciuta come Grito de Lares.
- 21 novembre – Istituzione del Corpo di Polizia Municipale di Padova.
- 15 dicembre – Nasce in Giappone la Repubblica di Ezo.

## Nati
Ci sono circa 710 voci su persone nate nel 1868; vedi la pagina Nati nel 1868 per un elenco descrittivo o la categoria Nati nel 1868 per un indice alfabetico.

## Morti
Ci sono circa 280 voci su persone morte nel 1868; vedi la pagina Morti nel 1868 per un elenco descrittivo o la categoria Morti nel 1868 per un indice alfabetico.

## Calendario
| Calendario 1868 | Calendario 1868 | Calendario 1868 | Calendario 1868 | Calendario 1868 | Calendario 1868 | Calendario 1868 | Calendario 1868 | Calendario 1868 | Calendario 1868 | Calendario 1868 | Calendario 1868 | Calendario 1868 | Calendario 1868 | Calendario 1868 | Calendario 1868 | Calendario 1868 | Calendario 1868 | Calendario 1868 | Calendario 1868 | Calendario 1868 | Calendario 1868 | Calendario 1868 | Calendario 1868 | Calendario 1868 | Calendario 1868 | Calendario 1868 | Calendario 1868 | Calendario 1868 | Calendario 1868 | Calendario 1868 | Calendario 1868 | Calendario 1868 |
| --------------- | --------------- | --------------- | --------------- | --------------- | --------------- | --------------- | --------------- | --------------- | --------------- | --------------- | --------------- | --------------- | --------------- | --------------- | --------------- | --------------- | --------------- | --------------- | --------------- | --------------- | --------------- | --------------- | --------------- | --------------- | --------------- | --------------- | --------------- | --------------- | --------------- | --------------- | --------------- | --------------- |
|                 | 1               | 2               | 3               | 4               | 5               | 6               | 7               | 8               | 9               | 10              | 11              | 12              | 13              | 14              | 15              | 16              | 17              | 18              | 19              | 20              | 21              | 22              | 23              | 24              | 25              | 26              | 27              | 28              | 29              | 30              | 31              |                 |
| Gennaio         | Me              | Gi              | Ve              | Sa              | Do              | Lu              | Ma              | Me              | Gi              | Ve              | Sa              | Do              | Lu              | Ma              | Me              | Gi              | Ve              | Sa              | Do              | Lu              | Ma              | Me              | Gi              | Ve              | Sa              | Do              | Lu              | Ma              | Me              | Gi              | Ve              |                 |
| Febbraio        | Sa              | Do              | Lu              | Ma              | Me              | Gi              | Ve              | Sa              | Do              | Lu              | Ma              | Me              | Gi              | Ve              | Sa              | Do              | Lu              | Ma              | Me              | Gi              | Ve              | Sa              | Do              | Lu              | Ma              | Me              | Gi              | Ve              | Sa              |                 |                 |                 |
| Marzo           | Do              | Lu              | Ma              | Me              | Gi              | Ve              | Sa              | Do              | Lu              | Ma              | Me              | Gi              | Ve              | Sa              | Do              | Lu              | Ma              | Me              | Gi              | Ve              | Sa              | Do              | Lu              | Ma              | Me              | Gi              | Ve              | Sa              | Do              | Lu              | Ma              |                 |
| Aprile          | Me              | Gi              | Ve              | Sa              | Do              | Lu              | Ma              | Me              | Gi              | Ve              | Sa              | Do              | Lu              | Ma              | Me              | Gi              | Ve              | Sa              | Do              | Lu              | Ma              | Me              | Gi              | Ve              | Sa              | Do              | Lu              | Ma              | Me              | Gi              |                 |                 |
| Maggio          | Ve              | Sa              | Do              | Lu              | Ma              | Me              | Gi              | Ve              | Sa              | Do              | Lu              | Ma              | Me              | Gi              | Ve              | Sa              | Do              | Lu              | Ma              | Me              | Gi              | Ve              | Sa              | Do              | Lu              | Ma              | Me              | Gi              | Ve              | Sa              | Do              |                 |
| Giugno          | Lu              | Ma              | Me              | Gi              | Ve              | Sa              | Do              | Lu              | Ma              | Me              | Gi              | Ve              | Sa              | Do              | Lu              | Ma              | Me              | Gi              | Ve              | Sa              | Do              | Lu              | Ma              | Me              | Gi              | Ve              | Sa              | Do              | Lu              | Ma              |                 |                 |
| Luglio          | Me              | Gi              | Ve              | Sa              | Do              | Lu              | Ma              | Me              | Gi              | Ve              | Sa              | Do              | Lu              | Ma              | Me              | Gi              | Ve              | Sa              | Do              | Lu              | Ma              | Me              | Gi              | Ve              | Sa              | Do              | Lu              | Ma              | Me              | Gi              | Ve              |                 |
| Agosto          | Sa              | Do              | Lu              | Ma              | Me              | Gi              | Ve              | Sa              | Do              | Lu              | Ma              | Me              | Gi              | Ve              | Sa              | Do              | Lu              | Ma              | Me              | Gi              | Ve              | Sa              | Do              | Lu              | Ma              | Me              | Gi              | Ve              | Sa              | Do              | Lu              |                 |
| Settembre       | Ma              | Me              | Gi              | Ve              | Sa              | Do              | Lu              | Ma              | Me              | Gi              | Ve              | Sa              | Do              | Lu              | Ma              | Me              | Gi              | Ve              | Sa              | Do              | Lu              | Ma              | Me              | Gi              | Ve              | Sa              | Do              | Lu              | Ma              | Me              |                 |                 |
| Ottobre         | Gi              | Ve              | Sa              | Do              | Lu              | Ma              | Me              | Gi              | Ve              | Sa              | Do              | Lu              | Ma              | Me              | Gi              | Ve              | Sa              | Do              | Lu              | Ma              | Me              | Gi              | Ve              | Sa              | Do              | Lu              | Ma              | Me              | Gi              | Ve              | Sa              |                 |
| Novembre        | Do              | Lu              | Ma              | Me              | Gi              | Ve              | Sa              | Do              | Lu              | Ma              | Me              | Gi              | Ve              | Sa              | Do              | Lu              | Ma              | Me              | Gi              | Ve              | Sa              | Do              | Lu              | Ma              | Me              | Gi              | Ve              | Sa              | Do              | Lu              |                 |                 |
| Dicembre        | Ma              | Me              | Gi              | Ve              | Sa              | Do              | Lu              | Ma              | Me              | Gi              | Ve              | Sa              | Do              | Lu              | Ma              | Me              | Gi              | Ve              | Sa              | Do              | Lu              | Ma              | Me              | Gi              | Ve              | Sa              | Do              | Lu              | Ma              | Me              | Gi              |                 |